# Sony Alpha 33
Sony α33 (Sony SLT-A33) — один из первых цифровых системных фотоаппаратов Sony с полупрозрачным зеркалом (SLT) c байонетом A. Позиционируется как решение начального уровня и ориентируется на фотолюбителей и начинающих фотографов. Была представлена в 2010 году вместе со старшей Sony A55. Во многом идентична старшей версии, отличаются только аспекты.
В сентябре 2010 года Sony выпустила служебную записку для камер Sony α33 и Sony α55, оснащенных полупрозрачным зеркалом. Проблема, описанная в заметке, касается чрезмерного нагрева CMOS- матрицы камер в режиме видео, который автоматически отключает его. В зависимости от температуры окружающей среды и того, включена ли стабилизация матрицы, время, по истечении которого камера отключается, составляет от 6 до примерно 30 минут.

## Возможности камеры
- полупрозрачное, неподвижное зеркало
- матрица стабилизации встроена в корпус
- качественный наклонный дисплей
- Режим Live View с высокоскоростной автофокусировкой
- возможность записывать фильмы в качестве Full HD
- эффективная батарея
- USB и HDMI интерфейсы
- низкий уровень шума при высоких значениях ISO
- Автоматическая функция HDR
- Автоматический баланс белого

## Сегодня актуальные
Несмотря на то, что с момента выхода Alpha 33 прошло уже много времени, она до сих пор остается популярной среди многих фотографов. На вторичном рынке Alpha 33 можно найти по очень привлекательной цене. Камера отличается надежностью и долговечностью. Благодаря широкому ассортименту объективов и других аксессуаров, возможности камеры практически безграничны.
Альтернативы для современных фотографов. Если вы ищете современную камеру с аналогичными возможностями, стоит обратить внимание на беззеркальные камеры Sony серии Alpha. Они предлагают еще более высокое разрешение, более быструю автофокусировку и более широкий функционал.

## Функции
Основным отличием Alpha 33 от традиционных зеркальных камер является использование полупрозрачного зеркала вместо полностью отражающего. Вы всегда видите на экране точное изображение, которое будет зафиксировано на снимке. Это значительно упрощает композицию кадра и позволяет быстро реагировать на меняющиеся условия съемки. Благодаря постоянному просмотру, система автофокусировки стала намного быстрее и точнее. Камера мгновенно наводит резкость на выбранный объект, что особенно важно при съемке динамичных сцен. Alpha 33 была одной из первых зеркалок, которая позволяла записывать видео в формате Full HD. Это открывало новые возможности для фотографов, позволяя им создавать не только качественные фотографии, но и видеоролики. Благодаря эргономичному дизайну и интуитивно понятному интерфейсу, камерой было легко управлять как начинающим, так и опытным фотографам.

### Технические характеристики Sony Alpha SLT-A33[4]
- Разрешение: 14,2 МП (4592х3056). APS-C CMOS-матрица обеспечивала детальные и четкие изображения даже при увеличении.
- Размер матрицы: 23,4х15,6 мм (APS-C).
- Технология, производитель матрицы: CMOS, Sony.
- Система очистки от пыли: да, ультразвуковая.
- Стабилизация изображения: в камере (при помощи сдвига матрицы). Система стабилизации изображения компенсировала дрожание камеры, позволяя получать четкие снимки при съемке с рук или с длиннофокусными объективами.
- Автофокус: фазовый автофокус; 15 датчиков фокусировки, в т.ч. 3 крестообразных.
- Диапазон выдержек: 1/4000—30 с.
- Чувствительность: 100—12800 единиц ISO, 25600 единиц ISO в режиме мультикадрового подавления шума (только JPEG).
- Встроенная вспышка: ведущее число 10; опционально доступны внешние вспышки с ведущим числом 20, 42 и 58 (HVL-F20AM, HVL-F42AM и HVL-F58AM); беспроводное управление системными вспышками.
- Широкий диапазон ISO: Камера позволяла снимать при низкой освещенности без существенной потери качества изображения.
- Экспокоррекция: ±2 EV (шаг 1/3 ступени).
- Экспозамер: матричный, центровзвешенный, точечный.
- Специальные режимы: HDR, панорама, 3D-панорама.
- Поддерживаемые объективы: Sony/Minolta AF.
- Серийная съёмка: 7 к/с (7 RAW, 20 JPEG).
- Накопитель: карты памяти SD/SDHC/SDXC или Memory Stick Pro-HG Duo.
- Форматы файлов: JPEG, RAW (ARW), RAW + JPEG.
- Запись видео: да, AVCHD (1920x1080) или MPEG-4 (1440x1080 или 640х480), частота обновления 25 кадров в секунду.
- Микрофон: встроенный стереомикрофон, стандартный разъём 3.5 мм для подключения внешних микрофонов.
- Экран: 3 дюйма, TFT, разрешение 921 тыс. субпикселей.
- Видоискатель: электронный, разрешение 1152 тыс. субпикселей, частота обновления 60 Гц.
- Питание: литиево-ионный аккумулятор NP-FW50 (1080 мА-ч, 7.8 Вт-ч) с поддержкой функции InfoLithium.
- Размеры и вес: 124х92х85 мм, 441 грамм (без карты памяти, аккумулятора и объектива).

## Заключение
Sony Alpha 33 – это не просто камера, это настоящий прорыв в мире фотографии. Ее инновационные технологии и высокое качество изображения сделали ее одной из самых популярных камер своего времени. И хотя сегодня на рынке появились более современные модели, Alpha 33 по-прежнему остается отличным выбором для тех, кто ценит качество, надежность и доступность.